# 菊池修司
菊池 修司（きくち しゅうじ、1995年11月10日 - ）は、日本の俳優。2016年4月より劇団番町ボーイズ☆のメンバー。ニックネームは修司くん、しゅうくん。

## 略歴
2015年8月、Smart×SonyMusic モデル・俳優・タレントオーディション第二弾 準グランプリを受賞。それに伴い『smart』専属モデルとなる。
2016年4月、SDグループ演劇集団「劇団番町ボーイズ⭐︎」の正式メンバーとなる。

## 人物
- 趣味は海外ドラマ鑑賞、人間観察、バスケ[2]。特技はブレイクダンス。高校時代の部活動にて経験。
- 好きな色は青。
- 好きな食べ物は甘いもの（特にフワフワ系のパンケーキ[3][4]、チーズケーキ）。
- 嫌いな食べ物はトマト、茄子、辛いもの。

## 出演

### テレビ番組
- 番町ボーイずん（2016年4月、TOKYO MX）
- 恋んトス シーズン4（2016年7月- 9月、TBS）
- テアトル★番町（2017年1月6日 - 6月30日、TOKYO MX）
- テアトル★番町Ｗ（2017年7月 - 10月、TOKYO MX）
- たびメイト特別編（2019年1月2日、TOKYO MX）
- たびメイト season2（2019年10月2日 - 12月25日、TOKYO MX）

### webムービー・CM
- smartDIYs「FABOOL Laser Mini」 （2016年4月）[5]
- 日本コカ・コーラ「い・ろ・は・す スパークリングぶどう/スパークリングれもん」（2017年2月）

### アプリ内配信番組
- 菊池修司と高本学の学修じかん（2020年6月4日配信開始、ON STAGE）
- 菊池修司と松島勇之介のゆうゆうくらぶ MY BEST FRIEND（2021年4月26日配信開始、ON STAGE → 2023年5月8日 - 、番ボ⭐︎スペース）
- しゅうじぱーく（2022年6月21日配信開始、ニコニコチャンネル）

### アプリ内配信ドラマ
- サギトリ！〜警視庁 特殊詐欺取扱係･船木瑛一〜（2019年12月6日配信開始、スマートボーイズ） - 渋谷啓太 役[6]
- サギトリ！2〜警視庁 特殊詐欺取扱係・船木瑛一、閉じ込められる!?〜（2021年2月26日配信開始、スマートボーイズ） - 渋谷啓太 役[7]

### 映画
- 帝一の國（2017年4月29日公開、東宝） - 小田奈助 役
- 40万分の1（2019年2月8日公開、エムエフピクチャーズ） - 大谷龍平 役

### 舞台

#### 劇団番町ボーイズ☆
- 第5回本公演 スイーツボーイズ1st「甘くはないぜ!」（2016年12月、DDD AOYAMA CROSS THEATER） - 百山百次郎 役[8]
- 第6回本公演「ギブアップダンス!!!」（2017年3月、しもきた空間リバティ） - 五条裕二 役
- 第7回本公演 オフィスクレッシェンドプロデュース「マネキンライフ」（2017年6月、新宿シアターモリエール） - トム 役[9]
- 第8回本公演「ニーテンナナゴー」（2017年7月、池袋シアターグリーン BIG TREE THEATER） - 四ツ谷 役
- 第9回本公演 スイーツボーイズ2nd『甘くはないぜ!2』〜ワールドオブシュガーレス〜（2017年8月 - 9月、新宿村LIVE） - 百山百次郎 役
- 第10回本公演 舞台「クローズZERO」（2017年11月 - 12月、CBGKシブゲキ!!） - 筒本将治 役
- 第12回本公演「さらば、ゴールドマウンテン」（2018年8月、中野ザ・ポケット） - 岡本 役[10]
- 劇団番町ボーイズ☆×10神ACTORコラボ公演 舞台「クローズZERO」（2019年5月 - 6月、パピヨン24ガスホール / ABCホール / 草月ホール） - 筒本将治 役
- 第13回本公演「おれの白飯を超えてゆけ！2020」（2020年5月、中目黒キンケロ・シアター）映像出演・ゲスト出演 ※新型コロナウィルス感染症の影響で公演中止
- 劇団番町ボーイズ☆NEXT 第2回公演「ギブアップダンス!!!」（2021年2月、中目黒キンケロ・シアター）※日替わりゲスト出演
- 第14回本公演「逃げろ、逃げるな。」（2022年3月、CBGKシブゲキ!!）※日替わりゲスト出演
- ショートコント劇「ばんぼぺんでんす・でぃ」（2023年7月、新宿FACE）※構成・演出・出演
- 結成10周年記念公演「蚕は桑の夢を見る」（2024年7月 - 8月、CBGKシブゲキ!!） - 神原一夜 / 神原幸四郎 役[11]
- 第15回本公演「祈蛸異聞」（2025年10月〈予定〉、Mixalive TOKYO Theater Mixa） - 影千代 役[12]

#### 外部作品
- 劇団TEAM-ODAC 第20回本公演「saigoノbansan（2016）」（2016年3月、全労済ホール スペース・ゼロ） - イット 役
- パルコ・プロデュース公演「露出狂」（2016年9月 - 10月、Zeppブルーシアター六本木） - 葉枝 役（チーム狂）
- 「JUNCTION」第1弾『スパイスアップ・ナイトパレード』（2017年4月 - 5月、ドクタージーカンズ） - 土岐 役（ノワール）
- 劇団シャイニング from うたの☆プリンスさまっ♪
  - JOKER TRAP（2018年4月 - 5月、天王洲銀河劇場 / 梅田芸術劇場シアター・ドラマシティ） - CAMUS 役[13][14]
  - Pirates of the Frontier（2019年3月 - 4月、ステラボール / 京都劇場） - 白い悪魔 役[15][16]
- ハイパープロジェクション演劇「ハイキュー!!」 - 五色工 役
  - “最強の場所（チーム）”（2018年10月 - 12月、TOKYO DOME CITY HALL / はつかいち文化ホール / あましんアルカイックホール / 梅田芸術劇場 / 多賀城市民会館大ホール / 日本青年館ホール）[17]
  - “飛翔” （2019年11月 - 12月、TOKYO DOME CITY HALL / 大阪メルパルクホール / 多賀城市民会館大ホール / 日本青年館ホール）
  - "最強の挑戦者（チャレンジャー）"（2020年3月 - 5月、TOKYO DOME CITY HALL / あましんアルカイックホール / 多賀城市民会館大ホール /久留米シティプラザ ザ・グランドホール / 大阪メルパルクホール）（映像出演）
- 夢王国と眠れる100人の王子様 On Stage（2019年1月 - 2月、シアター1010 / ステラボール） - クロノ 役[18]
- ナナマル サンバツ THE QUIZ STAGE ROUND 2（2019年5月、三越劇場） - 新名匠 役[19]
- 紅葉鬼 - 綾木千広 / 繁貞 役
  - 紅葉鬼（2019年6月 - 7月、品川プリンスホテル クラブeX）[20][21]
  - 紅葉鬼〜酒吞奇譚〜（2022年5月、シアター1010）[22]
- メサイア ―黎明乃刻―（2019年9月、シアターGロッソ / 大阪メルパルクホール / なかのZERO） - ラスール・ミハイロヴィッチ・カレージン 役
- ディスグーニー公演 舞台「DECADANCE」―太陽の子―（2020年1月 - 2月、EX THEATER ROPPONGI / 森ノ宮ピロティホール） - グリーン 役[23]
- 「改竄・熱海殺人事件」モンテカルロ・イリュージョン（2020年3月 - 4月、紀伊国屋ホール / イムズホール） - 速水健作 役[24][25][26]
- ガチャリコフェスティバル（2020年4月 - 5月、日本青年館ホール）[27] ※新型コロナウィルス感染症の影響で公演中止
- 富豪刑事 Balance:UNLIMITED The STAGE（2020年10月、品川プリンスホテル クラブeX） - 加藤春 役[28][29][4][30]
- HELI-X - アガタタカヨシ 役
  - HELI-X（2020年12月、紀伊國屋サザンシアター TAKASHIMAYA / 大阪メルパルクホール）[31][32][33][34][35][36][37]
  - HELI-X Ⅱ〜アンモナイトシンドローム〜（2021年10月、紀伊國屋サザンシアター TAKASHIMAYA）[38][39][40]
  - HELI-X Ⅲ〜レディ・スピランセス〜（2022年6月、サンシャイン劇場 / 大阪メルパルクホール）[41]
  - HELI-X〜スパイラル・ラビリンス〜（2023年6月、サンシャイン劇場 / COOL JAPAN PARK OSAKA WWホール）[42]
- 朗読劇「朝彦と夜彦1987」（2020年12月、六本木トリコロールシアター） - 夜彦 役
- 音楽劇「プラネタリウムのふたご」（2021年2月、東京芸術劇場 / 梅田芸術劇場 / 日本青年館ホール） - 栓抜き 役[43]
- ミュージカル『薄桜鬼 真改』相馬主計篇（2021年4月、日本青年館ホール / AiiA 2.5 Theater Kobe） - 沖田総司 役[44][45]
- 舞台「Another lenz」（2021年5月、新宿FACE） - 苅野優一 役[46][47]
- 「改竄・熱海殺人事件」モンテカルロ・イリュージョン〜復讐のアバンチュール〜 （2021年6月、紀伊国屋ホール） - 速水健作 役[48][49] ※新型コロナウィルス感染症の影響で公演中止
- 舞台「東京リベンジャーズ」- 半間修二 役
  - 舞台「東京リベンジャーズ」（2021年8月、COOL JAPAN PARK OSAKA WWホール / 日本青年館ホール / KT Zepp Yokohama）[50]
  - 舞台「東京リベンジャーズ」－血のハロウィン編－（2022年3月 - 4月、COOL JAPAN PARK OSAKA WWホール / サンシャイン劇場）
  - 舞台「東京リベンジャーズ」―聖夜決戦編―（2023年12月 - 2024年1月、東大阪市文化創造館 Dream House 大ホール / 品川プリンスホテルステラボール）
  - 舞台「東京リベンジャーズ」-The LAST LEAP-（2025年6月 - 7月、COOL JAPAN PARK OSAKA WWホール / KAAT神奈川芸術劇場 ホール）[51]
- 舞台『プレイタの傷』（2021年11月、京都劇場 / ヒューリックホール東京） - 甲斐ヤマト 役[52]
- 朗読活劇 信長を殺した男 2021（2021年11月、神田明神ホール） - 徳川家康 役（桔梗班）
- 舞台「ヴァニタスの手記」 - ノエ 役
  - 舞台「ヴァニタスの手記」（2022年1月、シアター1010）[53]
  - 舞台「ヴァニタスの手記」-Encore-（2023年3月、サンシャイン劇場）
- 舞台「佐々木と宮野」（2022年7月、シアター1010） - 佐々木秀鳴 役[54]
- 舞台「炎炎ノ消防隊」 - ヴィクトル・リヒト 役
  - 地下からの奪還 （2022年9月 - 10月、サンシャイン劇場 / 京都劇場）
  - 五つ目の柱（2023年3月 - 4月、メルパルクホール大阪 / 天王洲銀河劇場）
- 『笑う門には福来・る祭 明治座でどうな・る家康』（2022年12月 - 2023年1月、明治座 / 梅田芸術劇場 メインホール） - 鳥居元忠 役
- 舞台『ブルーロック』 - 御影玲王 役
  - 舞台『ブルーロック』（2023年5月、サンケイホールブリーゼ / サンシャイン劇場）
  - 舞台『ブルーロック』2nd STAGE（2024年1月、京都劇場 / ヒューリックホール東京）
  - 舞台『ブルーロック』3rd STAGE（2024年8月、東大阪市文化創造館 / シアターH）[55]
  - 舞台『ブルーロック』4th STAGE（2025年5月 - 6月、THEATER MILANO-Za / 東大阪市文化創造館）[56]
  - 舞台『ブルーロック -EPISODE 凪-』（2025年11月20日 - 30日〈予定〉、シアターGロッソ） - 御影玲王 役[57]
- 舞台「わたしの幸せな結婚」－帝都陸軍オクツキ奇譚－（2023年8月、シアター1010） - 鶴木新 役[58]
- ブラッククローバー the Stage（2023年9月、シアター1010 / KAAT神奈川芸術劇場） - クラウス・リュネット 役[59]
- "Le gai mariage”「ル・ゲィ・マリアージュ〜愉快な結婚〜」Ⅱ. （2023年10月、六本木トリコロールシアター） - ノルベール 役[60]
- 舞台 PSYCHO-PASS サイコパス Virtue and Vice 3（2024年3月、THEATER MILANO-Za / 森ノ宮ピロティホール） - 水落涼介 役
- ワーキング・ステージ「ビジネスライクプレイ3」（2024年5月、新宿FACE）
- 舞台「ト音」（2024年6月、紀伊國屋ホール） - 秋生 役[61]
- 「戦隊大失格」ザ・ショー（2024年9月11日 - 16日、シアターGロッソ） - 桜間日々輝 役[62]
- 劇団ココロゴス 第4回公演（2024年11月16日、雷5656会館ときわホール）※劇団員候補（ゲスト）
- コメディ朗読劇CONTELLING『とりあえずウーロン茶』（俳優編）（2024年12月21日、よみうり大手町ホール）[63]
- Action Stage『エリオスライジングヒーローズ』 - ヴィクター・ヴァレンタイン 役
  - -THE NORTH-（2025年1月11日 - 19日、ステラボール / 1月25日・26日、森ノ宮ピロティホール）[64]
  - -SUMMER FESTIAL-（2025年8月7日 - 17日〈予定〉、シアターH / 8月23日・24日〈予定〉、SkyシアターMBS）[65]
- CCCreation Presents 舞台『黒蜥蜴〜Burlesque KUROTOKAGE〜』（2025年2月8日 - 16日、こくみん共済 coop ホール/スペース・ゼロ） - 雨宮潤一 役[66][67]
- ミュージカル『「チェリまほ The Musical」〜30歳まで童貞だと魔法使いになれるらしい〜』（2025年4月11日 - 20日、TOKYO DOME CITY HAL / 4月25日 - 27日、アイプラザ豊橋） - 柘植将人 役[68][69]
- 劇団おぼんろ 第26回本公演『ラルスコット・ギグの動物園』（2025年9月17日[注 1]、Mixalive TOKYO Theater Mixa） - 日替わりゲスト[70]

#### ネット配信
- ライブストリーミング演劇『エスケープフロムライブラリー』（2024年10月19日、Streaming+）[71]

### イベント
- 番町ボーイズ☆
  - テアトル★番町　The Live Vol.2（2017年10月1日）
  - 番町ボーイズ☆X’mas Special Live（2017年12月23日）
  - 番町ボーイズ☆学園祭Vol.1 〜マドンナ争奪戦!〜（2018年3月18日）
  - 番町ボーイズ☆夏祭りLIVE（2018年7月15日、新宿BLAZE）
  - サギトリ！〜警視庁 特殊詐欺取扱係･船木瑛一〜 完成披露イベント（2019年12月1日、原宿クエストホール）[72][73]
  - 劇団番町ボーイズ☆ THANKS for 2019 LIVE（2019年12月22日、shibuya eggman）
  - 劇団番町ボーイズ☆× 10神ACTOR コラボ企画『九州男児と人狼くんには騙されない』（2020年6月14日配信）[74]
  - 『俺の白飯を超えてゆけ！2020』オンラインで再会イベント（2020年6月28日配信）
  - 劇団番町ボーイズ☆ 2020年お疲れさまONLINE LIVE（2020年12月21日配信）
  - 『サギトリ！２』DVD発売記念トークイベント（2021年8月29日、浜離宮朝日ホール 小ホール）
  - 劇団番町ボーイズ☆全員集合！2021年もありがとうLIVE（2021年12月6日、新宿BLAZE）[75]
  - 劇団番町ボーイズ☆全員集合！2022年感謝祭LIVE（2022年12月27日、大手町三井ホール）※番町ボーイズ☆回
  - 劇団番町ボーイズ☆メモリアルイベント－X－（2023年3月27日、ヒューリックホール東京）
  - 劇団番町ボーイズ☆LIVE 2023〜今年もみんなで騒いじゃお！〜（2023年12月17日、品川ザ・グランドホール）
  - 劇団番町ボーイズ☆LIVE 2024〜10周年、みんなでワイワイ締めくくろ！〜（2024年12月30日、I'M A SHOW）
- 劇団シャイニング from うたの☆プリンスさまっ♪
  - SHINING REVUE（2018年5月26日・27日・6月2日、日本青年館ホール） - CAMUS 役
  - JOKER TRAP 上映会（2018年6月1日）
  - SHINING REVUE〜Finale〜（2021年10月15日配信）
- バースデーイベント
  - 菊池修司 23rd birthday イベント -1年間の感謝-（2018年11月11日）
  - 菊池さんちの修司くん、24歳になったってよ!（2019年11月30日、ベルサール六本木）[76][77]
  - 菊池さんちの修司くん、25歳になったってよ!〜ぼくは負けない!エンタメで笑顔になろうよ!2020〜（2020年10月31日、時事通信ホール）
  - 菊池さんちの修司くん、26歳になったってよ！〜今年は大好きなみんなに祝ってもらう！〜（2021年10月31日、TOKYO FM HALL）
  - 菊池さんちの修司くん、27歳になったってよ！〜また大好きな人たちと出会っちゃったよ2022〜（2022年11月20日、神田明神ホール）
  - 菊池さんちの修司くん、28歳になったってよ！〜さすがにね？さすがに集まろっか2023〜（2023年11月12日、Hall Mixa）
  - 菊池さんちの修司くん、29歳になったってよ！〜20代最後の本気、見てってや〜（2024年11月10日、Hall Mixa）
- 高本学×菊池修司〜修学祭〜
  - vol.1（2019年7月27日、THE GRAND HALL）[3]
  - vol.2（2020年8月10日、ニッショーホール）[78][79]
  - vol.3 〜㊗︎DVD発売〜（2021年9月20日、全電通労働会館）[80][81]
- トライフルエンターテインメント・クリスマスイベント2019 （2019年12月24日、神保町イベントスペース） - ゲスト
- DisGOONie FES「20 SEASONS!」（2020年2月2日、EX THEATER ROPPONGI）
- HELI-X
  - トークイベント「HELI-X Talk Meeting 2021」（2021年7月4日、日本教育会館 一ツ橋ホール）[82][83]
  - トークイベント「HELI-X Talk Meeting 2022」（2022年3月5日、日本教育会館 一ツ橋ホール）
  - HELI-X Talk Meeting 2022-ONLINE-（2022年11月26日配信）
- 「2.5次元 大上映祭 2022」〜ハイパープロジェクション演劇「ハイキュー!!」〜（2022年8月27日、AiiA 2.5 Theater Kobe）※トークショーゲスト
- 2.5次元ナビ！シアターVol.1〜セッションしようゼ！〜（2022年10月16日、CBGKシブゲキ!!）※トークゲスト
- ミュージカル『薄桜鬼』HAKU-MYU LIVE 3（2022年10月29日 - 30日、Zepp Namba / 11月11日 - 13日、Zepp DiverCity） - 沖田総司 役
- 伊万里有 FANMEETING2023 ｢JUNIOR＆GENTLEMAN｣（2023年5月21日、雷5656会館 ときわホール）※1部ゲスト
- 帰ってきた「どうな・る家康」上映会（2023年7月15日、日経ホール）
- -竹中凌平バースデーイベント2024-（2024年9月28日、玉川せせらぎホール）※2部ゲスト
- 佐藤たかみちバースデーイベント2025（2025年3月22日、THE BAGUS PLACE）※1部ゲスト
- 植田鳥越「口は〇〇のもと」〜京都の宴2025〜（2025年8月31日〈予定〉、京都KBSホール）※昼公演ゲスト
- ACTORS☆LEAGUE in Futsal 2025（2025年10月7日〈予定〉、東京体育館 メインアリーナ）[84]

## 作品

### 書籍
- 失恋男子 -シツレンバナシ-3（2020年2月14日）[85]
- 白シャツ男子×劇団番町ボーイズ☆（2022年2月）[86]

### 映像ソフト
- 修学旅行〜パンケーキ争奪バトルin伊豆 菊池修司編（2021年9月20日）